# Andrei Toader
Andrei Rareș Toader (* 26. Mai 1997 in Fălticeni) ist ein rumänischer Kugelstoßer. Er ist der Enkel des ehemaligen rumänischen Hochsprungmeisters Aurel Berbece. 2025 wurde er in Apeldoorn Halleneuropameister.

## Sportliche Laufbahn
Erste internationale Erfahrungen sammelte Andrei Toader 2013 beim Europäischen Olympischen Jugendfestival in Utrecht, bei dem er mit einer Weite von 18,53 m mit der 5-kg-Kugel die Silbermedaille gewann und im Diskuswurf mit 56,49 m die Bronzemedaille erhielt. Im Jahr darauf belegte er bei den Juniorenweltmeisterschaften in Eugene mit 19,18 m den neunten Platz und gewann anschließend bei den Olympischen Jugendspielen in Nanjing mit einem Wurf auf 21,00 m die Silbermedaille. 2015 gewann er bei den Junioreneuropameisterschaften in Eskilstuna mit 20,78 m ebenfalls die Silbermedaille. 2016 startete Toader bei den Europameisterschaften in Amsterdam und bei den U20-Weltmeisterschaften in Bydgoszcz und qualifizierte sich ursprünglich für die Olympischen Sommerspiele in Rio de Janeiro. Jedoch wurde er bei einer Dopingkontrolle positiv getestet und seine Resultate annulliert und zudem wurde er bis 2018 gesperrt.
Nach Ablauf seiner Sperre nahm Toader 2019 an der Sommer-Universiade in Neapel teil und gelangte dort bis in das Finale, in dem er aber keinen gültigen Versuch mehr zustande brachte. Im Jahr darauf belegte er bei den Balkan-Hallenmeisterschaften in Istanbul mit 19,63 m den vierten Platz und im September siegte er bei den Freiluftmeisterschaften in Cluj-Napoca mit 19,44 m. 2021 gewann er bei den Balkan-Hallenmeisterschaften in Istanbul mit 19,87 m die Bronzemedaille. Im Juni steigerte er in Tschechien seinen eigenen Landesrekord auf 21,29 m und qualifizierte sich damit für die Olympischen Spiele in Tokio, bei denen er aber mit 19,81 m den Finaleinzug verpasste.  Im Jahr darauf gelangte er bei den Hallenweltmeisterschaften in Belgrad mit 19,60 m auf Rang 17 und im Juni siegte er mit 21,02 m beim Memorial Josef Odložila. Daraufhin siegte er mit 20,75 m bei den Balkan-Meisterschaften und schied dann bei den Weltmeisterschaften in Eugene mit 19,83 m in der Qualifikationsrunde aus. Im August gelangte er bei den Europameisterschaften in München mit 19,15 m auf den zwölften Platz.
2023 verpasste er bei den Halleneuropameisterschaften in Istanbul mit 20,15 m den Finaleinzug. Im Juni wurde er bei der 2. Liga der Team-Europameisterschaft im Zuge der Europaspiele in Chorzów mit 19,84 m Vierter, ehe er bei den Weltmeisterschaften in Budapest ohne einen gültigen Versuch in der Qualifikationsrunde ausschied. Im Jahr darauf brachte er bei den Balkan-Hallenmeisterschaften in Istanbul keinen gültigen Versuch zustande. Ende Mai siegte er dann mit 20,25 m bei den Freiluft-Balkan-Meisterschaften in Izmir. Kurz darauf belegte er bei den Europameisterschaften in Rom mit 20,43 m den siebten Platz. Im August verpasste er bei den Olympischen Sommerspielen in Paris mit 20,24 m den Finaleinzug. 2025 stellte er mit 21,21 m einen neuen Hallenrekord auf und siegte im Februar mit 20,89 m bei den Balkan-Hallenmeisterschaften in Belgrad und stellte damit einen neuen Meisterschaftsrekord auf. Anschließend steigerte er sich bei den Halleneuropameisterschaften in Apeldoorn auf 21,27 m und gewann auch damit die Goldmedaille. Kurz darauf gelangte er bei den Hallenweltmeisterschaften in Nanjing mit 20,64 m auf den siebten Platz. Ende Juni wurde er bei der 2. Liga der Team-Europameisterschaft in Maribor mit 20,30 m Dritter hinter dem Norweger Marcus Thomsen und Armin Sinančević aus Serbien, ehe er bei den Balkan-Meisterschaften in Volos mit 20,74 m die Goldmedaille gewann.
In den Jahren von 2020 bis 2024 wurde Toader rumänischer Meister im Freien sowie von 2020 bis 2025 auch in der Halle.

## Persönliche Bestweiten
- Kugelstoßen: 21,29 m, 13. Juni 2021 in Brünn
- Diskuswurf: 50,80 m, 24. Mai 2019 in Bukarest